# Federalna Służba Bezpieczeństwa Federacji Rosyjskiej

Flaga dyrektora FSB (2008)

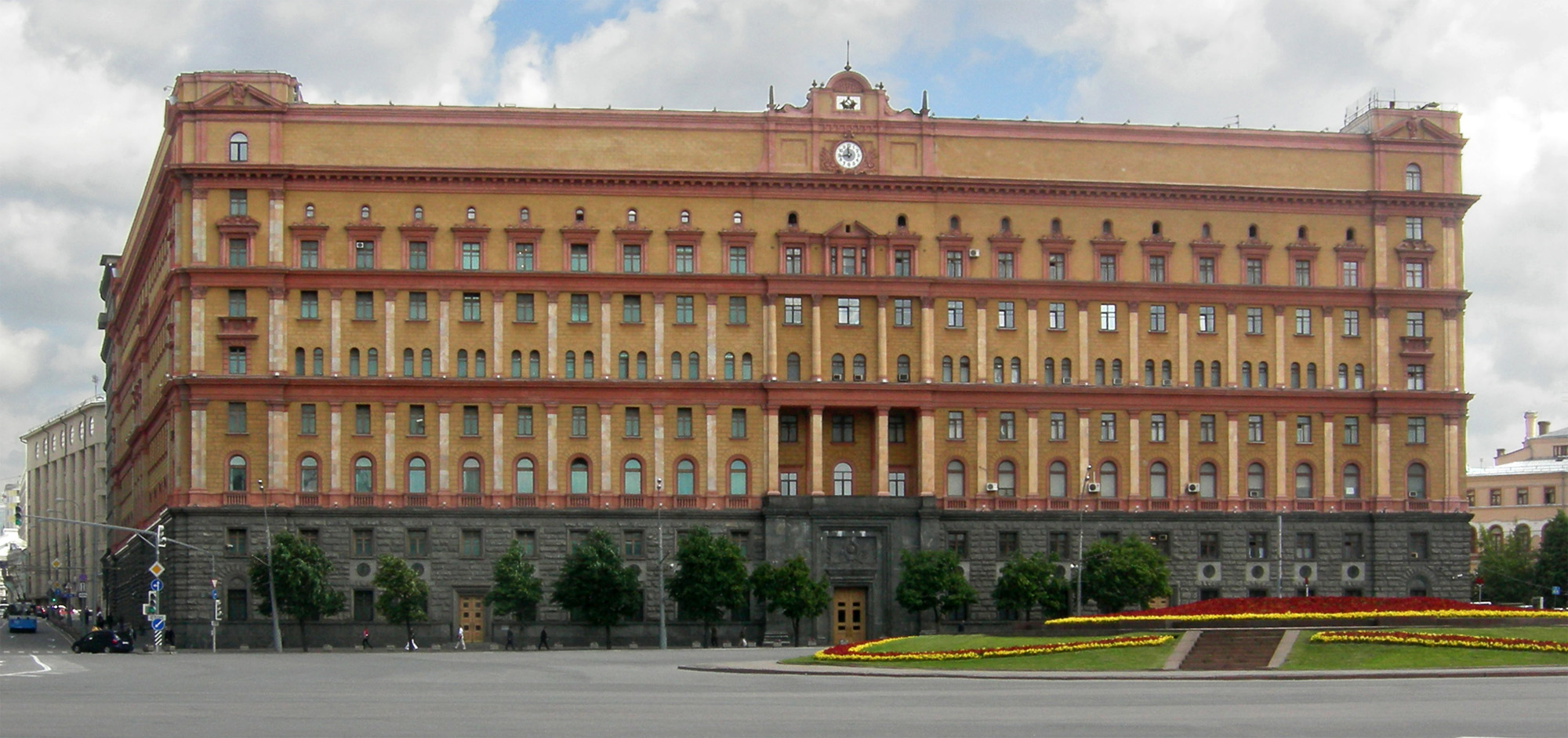
Budynek główny FSB – tzw. Łubianka

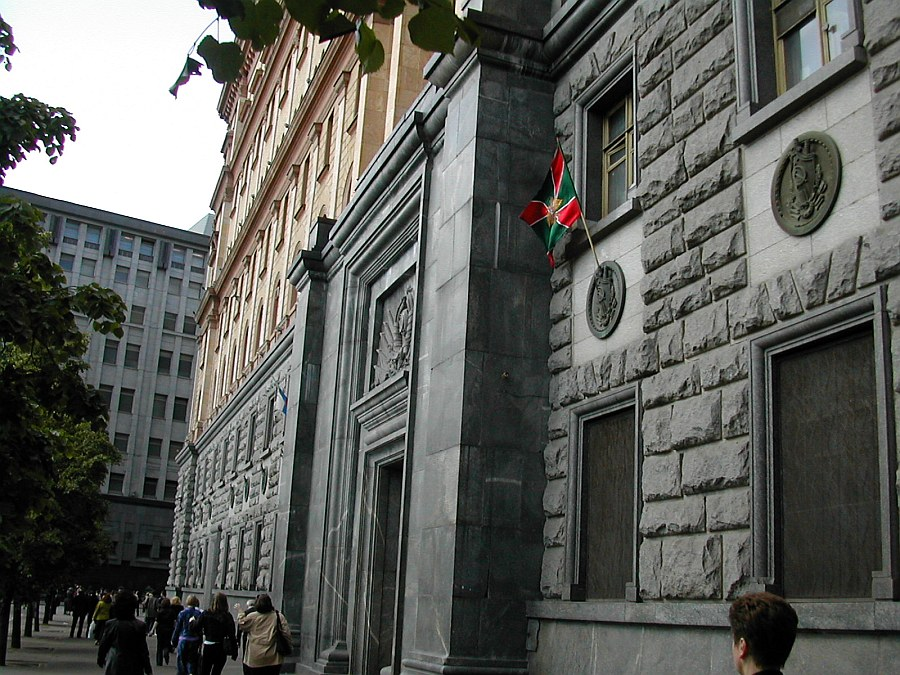
Główne wejście do siedziby FSB i flaga tej instytucji

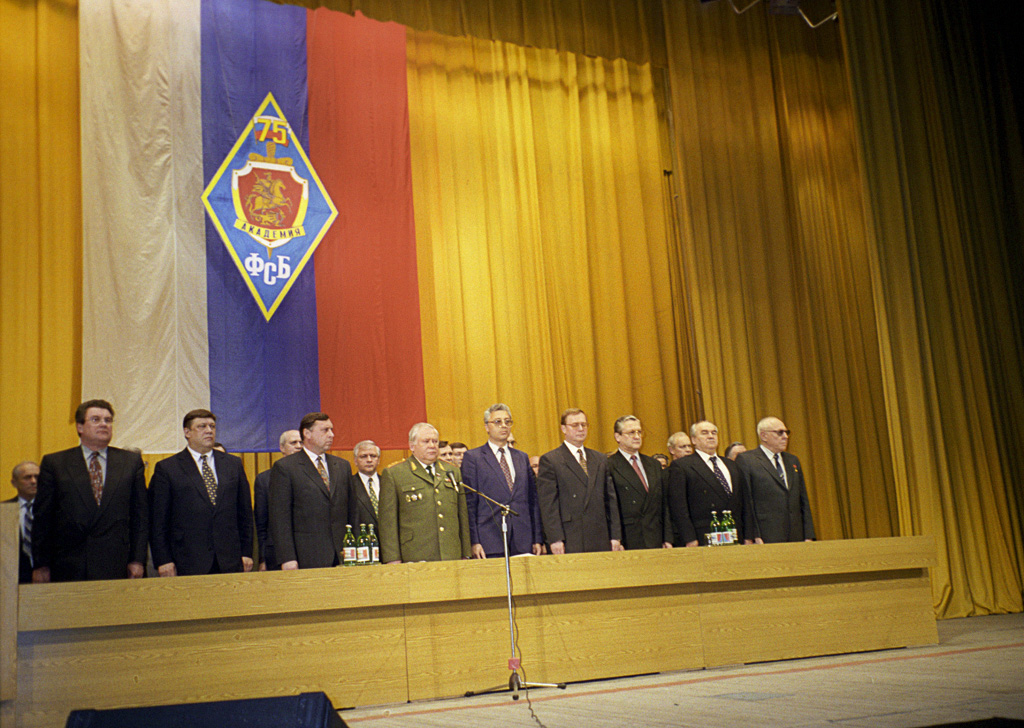
75. rocznica Akademii FSB, dawniej Akademii KGB (5 maja 1996)

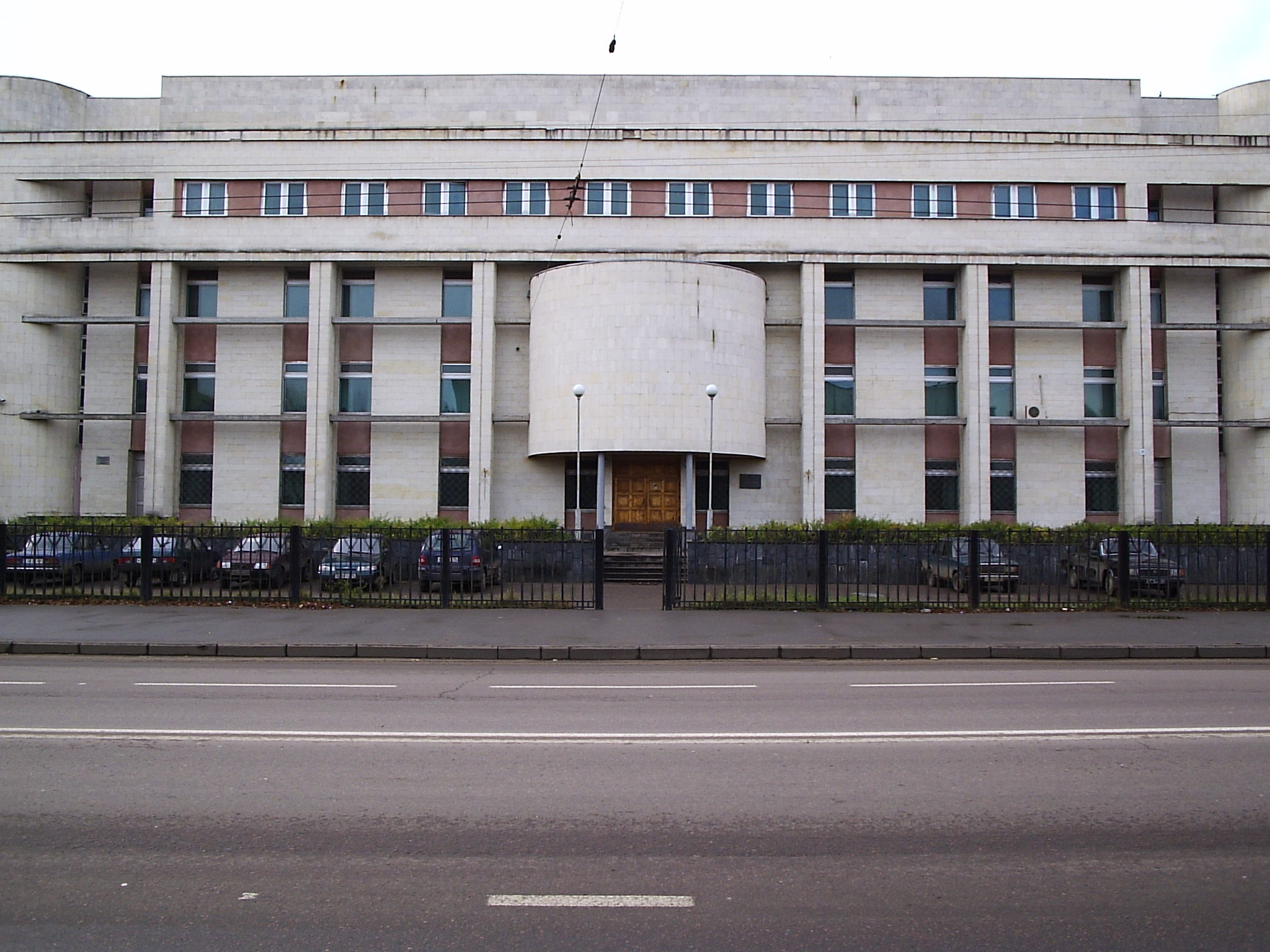
Siedziba FSB w Jarosławiu

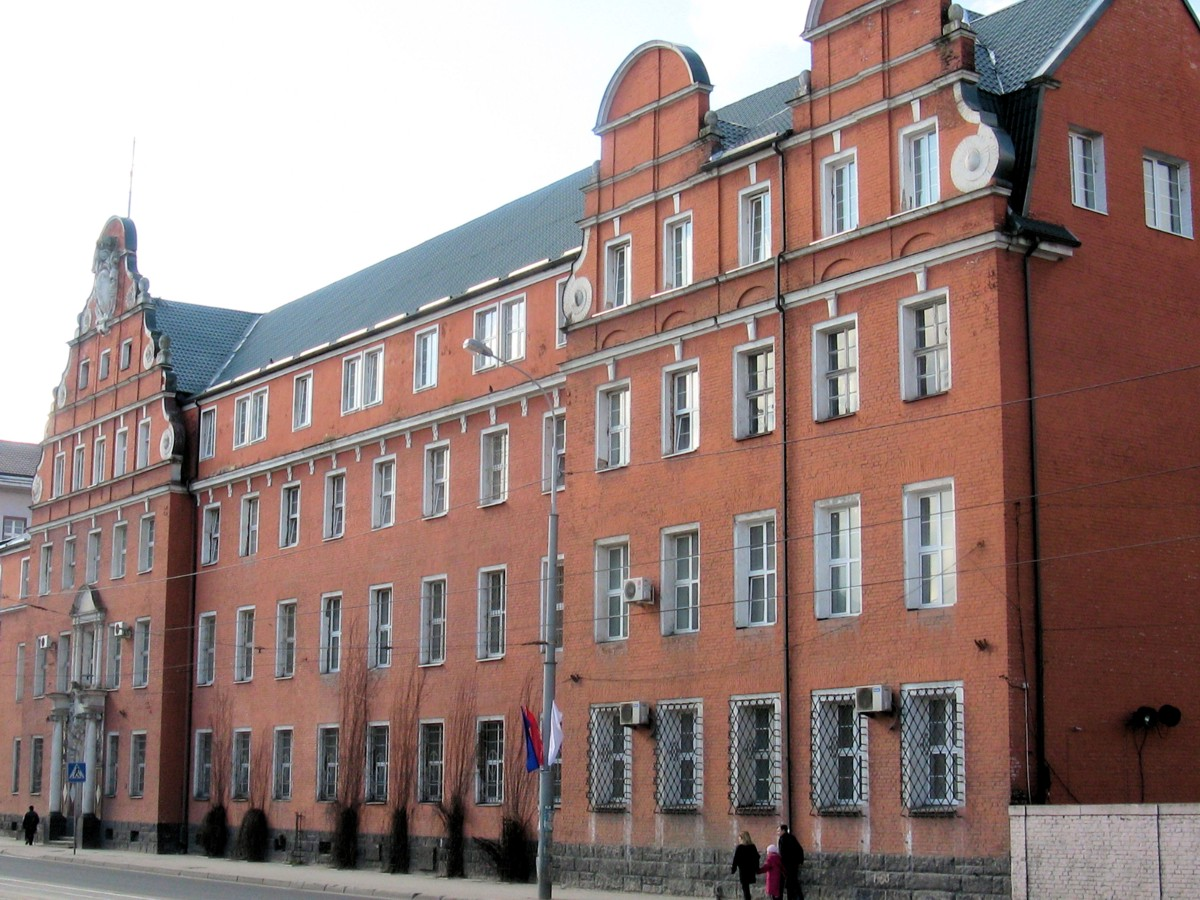
Siedziba FSB w Królewcu

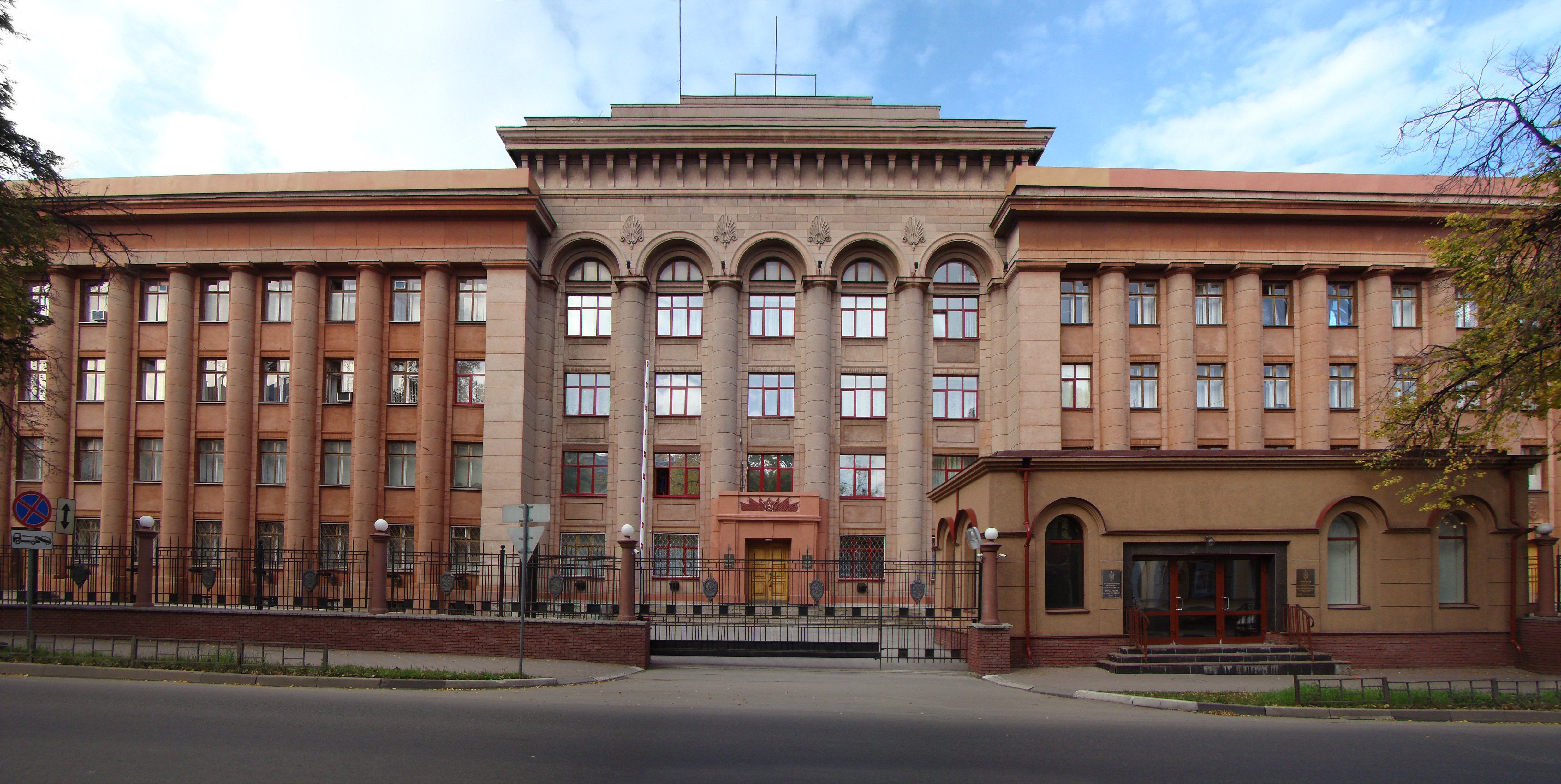
Siedziba FSB w Niżnym Nowogrodzie

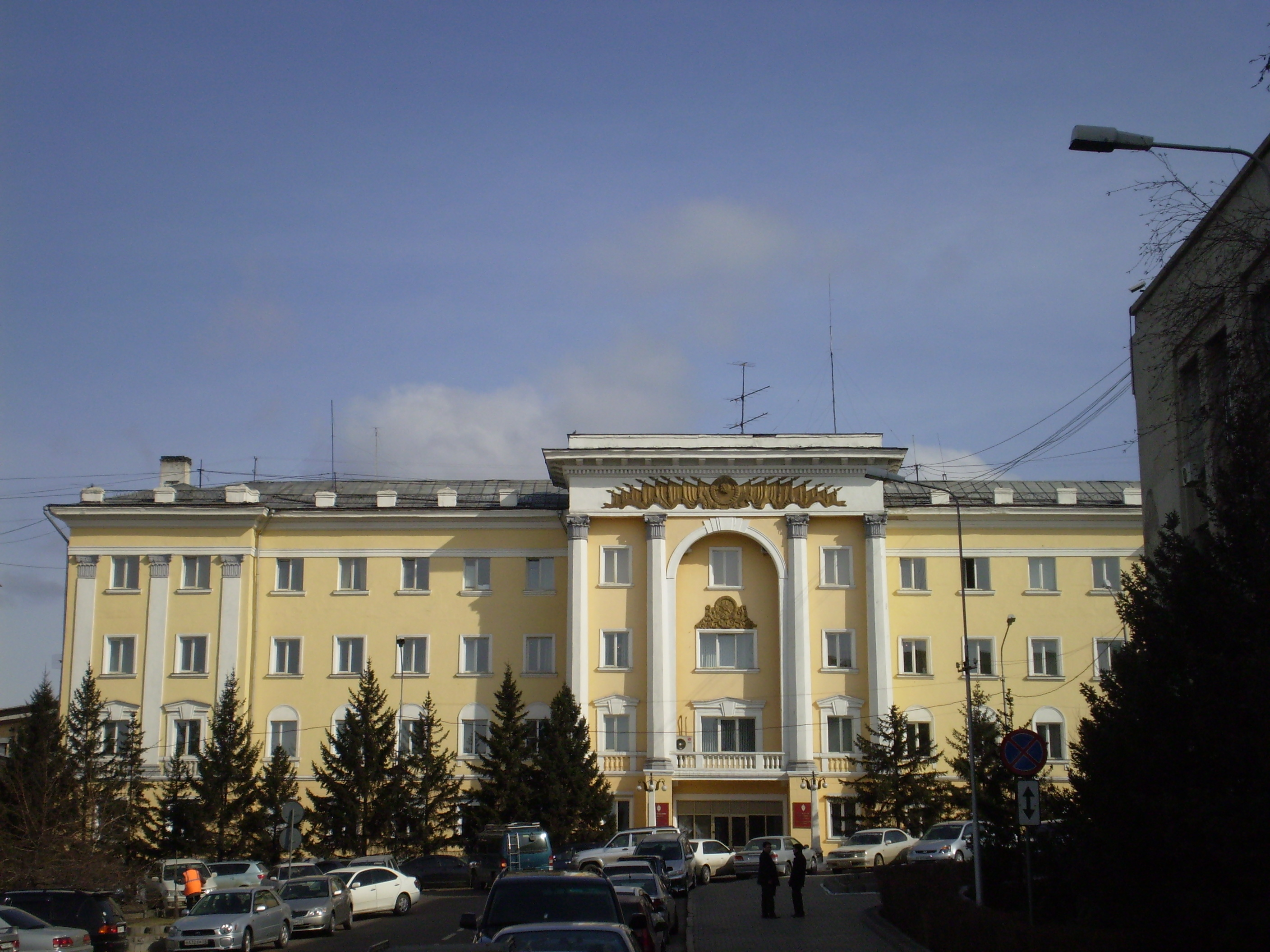
Siedziba FSB Buriacji w Ułan Ude

Federalna Służba Bezpieczeństwa Federacji Rosyjskiej (FSB, ros. Федеральная служба безопасности Российской Федерации, ФСБ) – służba specjalna w Rosji utworzona 3 kwietnia 1995 z przekształcenia Federalnej Służby Kontrwywiadowczej (1993-1995).
Liczy od 200 do 350 tys. funkcjonariuszy i tajnych współpracowników.
Większość kadry kierowniczej to dawni oficerowie KGB lub młode osoby, powiązane rodzinnie z tym kręgiem i absolwenci elitarnej Akademii FSB, np. Andriej Patruszew (syn Nikołaja Patruszewa) czy Piotr Fradkow (syn Michaiła Fradkowa).
FSB powinna ograniczać się do zadań ściśle kontrwywiadowczych, wewnętrznych, ale od lat zwiększa się jej kompetencje działania poza granicami Rosji. Nie chodzi tylko o „płytki” wywiad, wynikający z faktu podległości FSB wojsk pogranicznych. Wiadomo, że w sferze wywiadowczych zadań FSB jest cały obszar byłego ZSRR. Nie można też wykluczyć, że FSB jest też w jakimś stopniu aktywna także dalej, choćby na terenie byłego bloku wschodniego.

## Historia
W listopadzie 1991, po puczu Janajewa, KGB zostało zlikwidowane, a w jego miejsce powołano dekretem prezydenta Borysa Jelcyna, z 19 grudnia 1991 r. Ministerstwo Bezpieczeństwa Federacji Rosyjskiej (MB, Министерства безопасности Российской Федерации). Pierwszym szefem MB został gen. armii Wiktor Barannikow, który pełnił funkcję ministra do lipca 1993 r., kiedy zastąpił go gen. płk Nikołaj Gołuszko. W skład ministerstwa wchodziły: Federalna Agencja Bezpieczeństwa (AFB, Агентство федеральной безопасности) oraz Służba Wywiadu Zagranicznego (SWR, Служба Внешней Разведки Российской федераци).
Tym samym KGB rozparcelowano na kilka części, co miało być karą za poparcie radzieckich służb dla puczu Janajewa.
21 grudnia 1993 rozwiązano resort, a Federalną Agencję Bezpieczeństwa przemianowano na samodzielną Federalną Służbę Kontrwywiadowczą (FSK, Федеральная Служба Контрразведки). Na czele służby stanął Nikołaj Gołuszko. Do jej zadań należało: ujawnianie i likwidowanie przypadków gromadzenia informacji przez zagraniczne służby, zwalczanie prób naruszenia porządku konstytucyjnego, suwerenności i integracji Federacji Rosyjskiej.
3 kwietnia 1995 ustawa o organach Federalnej Służby Bezpieczeństwa w Federacji Rosyjskiej przekształciła FSK w Federalną Służbę Bezpieczeństwa (FSB), czyniąc z niej instytucję znacznie potężniejszą. Ustawa ta:
- uregulowała stosunki między FSB a siłami zbrojnymi;
- nadała szefowi FSB status ministra i stopień generała armii;
- zezwoliła na przeprowadzanie operacji wywiadowczych i ochrony obywateli i przedsiębiorstw rosyjskich za granicą;
- nakazała informowanie prezydenta i premiera o zagrożeniach bezpieczeństwa narodowego;
- dała FSB prawo do dokonywania bez nakazu sądowego aresztowań i wstępu na teren prywatny „jeśli istnieją wystarczające dowody na fakt popełnienia przestępstwa”;
- zezwoliła FSB na tworzenie jednostek specjalnych, stosowanie broni palnej oraz szkolenie personelu ochrony w przedsiębiorstwach prywatnych;
- powołała organy sprawujące nadzór nad FSB.

Dodatkowe zasady funkcjonowania Federalnej Służby Bezpieczeństwa określił dekret nr 633 prezydenta Borysa Jelcyna z 23 czerwca 1995. Dekret ten uszczegółowił zadania tej instytucji, nadał FSB podstawowe prawa do przeprowadzania prac kryptograficznych oraz określił zadania szefa FSB. Liczba zastępców szefa została zwiększona do ośmiu – dwóch pierwszych zastępców oraz pięciu zastępców odpowiedzialnych za departamenty i dyrektoriaty Służby oraz jednego zastępcę szefa odpowiedzialnego za miasto Moskwa oraz moskiewski dyrektoriat regionalny. Na nowego szefa FSB prezydent Borys Jelcyn powołał generała-pułkownika Michaiła Iwanowicza Barsukowa.
W 1996 FSB uruchomiła system wywiadu telekomunikacyjnego SORM (unowocześniany potem kolejno w 1998 i 2015).
FSB dysponuje niemal nieograniczonym prawem podsłuchiwania obywateli, a od lipca 2010 prawem do wezwania każdego Rosjanina na tzw. „pogadankę”, będącą ostatnim ostrzeżeniem przed postawieniem zarzutu o nielegalną działalność polityczną. Wielu komentatorów zauważyło w tym rozwiązaniu analogię do sytuacji po 25 grudnia 1972, kiedy to Prezydium Rady Najwyższej ZSRR wydało Dekret „O zastosowaniu przez organy bezpieczeństwa państwowego ostrzeżenia w charakterze środka zapobiegawczego”. Ostrzeżenia udzielano osobom, które dopuściły się „działań antyspołecznych, sprzecznych z interesem bezpieczeństwa państwowego ZSRR, jeśli nie skutkowały odpowiedzialnością karną”.
FSB odegrała znaczącą rolę podczas wojen z Czeczenią. Wśród jej innych zadań warto wymienić: zwalczanie przestępczości zorganizowanej, terroryzmu, przemytu narkotyków oraz korupcji.
20 czerwca 1996 Jelcyn zwolnił Barsukowa i powołał Nikołaja Kowalowa na stanowisko p.o. szefa FSB, a później na stanowisko szefa FSB. W maju 1997 struktura FSB została przeorganizowana. Od tej pory FSB podzielone jest na pięć departamentów i sześć zarządów. W latach 1998–1999 szefem FSB był późniejszy prezydent Rosji – Władimir Putin. W 1997 liczba pracowników FSB wynosiła 80 000.
Podczas kadencji Nikołaja Patruszewa w rosyjskich służbach specjalnych (1999-2008) doszło do zamordowania Anny Politkowskiej i Aleksandra Litwinienki (2006) oraz zamachów bombowych na bloki mieszkalne (1999) – dokonanych, jak twierdził Litwinienko, przez władzę i specsłużby.
W nocy z 3 na 4 października 1999 w rejonie nadterecznym Czeczenii przy wykonywaniu obowiązków zaginęli 3 oficerowie GRU: kierownik grupy płk Zuriko Iwanow, mjr Wiktor Parchomow i starszy lejtnant Gałkin, a także tajny współpracownik GRU, Czeczeniec Wasami Abdulajew. 19 października w Groznym kierownik centrum prasowego Sił Zbrojonych Czeczenii Wacha Ibrahimow w imieniu dowództwa wojskowego Republiki Czeczeńskiej – Iczkeria ujawnił dziennikarzom, że oficerowie GRU „z własnej woli poddali się stronie czeczeńskiej” i wyrazili życzenie podjęcia współpracy z władzami Czeczenii. Pod koniec grudnia 1999 GRU oficjalnie uznało fakt śmierci Zuriko Iwanowa: jego pozbawione głowy zwłoki przekazano służbom federalnym, a 24 marca 2000 rzecznik prasowy (kierownik Centrum Łączności ze Społeczeństwem) FSB gen. Aleksandr Zdanowicz poinformował, że według znajdującej się w FSB informacji pojmani oficerowie GRU zostali straceni przez separatystów czeczeńskich.
W 2003 zastępca redaktora naczelnego „Nowej Gaziety” Jurij Szczekoczikin zajmował się sprawą sieci sklepów meblowych Tri Kata, która uchylała się od opłat celnych sięgających kilku milionów USD. Współzałożycielami przedsiębiorstwa były firmy należące do ojca Jurija Zaostrowcewa, wicedyrektora FSB. W lipcu 2003 Szczekoczikin, cieszący się wcześniej dobrym zdrowiem, zapadł na tajemniczą chorobę, objawiającą się początkowo łuszczeniem skóry, a następnie obrzękami płuc i mózgu. Gdy „Nowaja Gazieta” chciała dowiedzieć się, czy powodem choroby było otrucie, została poinformowana, że to „tajemnica lekarska”.
Natomiast w latach 2004–2005 w Królewcu oficerowie FSB działali w gangu zajmującym się porwaniami i wymuszeniami. W śledztwie jeden z agentów należących do gangu zeznał, że zastrzelił znanego królewieckiego biznesmena na zlecenie szefa wydziału antyterrorystycznego królewieckiej FSB. Co zdumiewające, pomimo tych zeznań ani FSB, ani prokuratura nie przeprowadziła w sprawie żadnego śledztwa. W przypadku innych zleconych morderstw dziennikarzy chodziło o ochronę zagrożonych interesów finansowych FSB.
W 2006 FSB ogłosiła, że zdemaskowała 4 dyplomatów z Wielkiej Brytanii, którzy prowadzili działalność szpiegowską w stolicy Rosji, posługując się urządzeniami elektronicznymi, ukrytymi w sztucznym kamieniu, podrzuconym w jednym z parków. Kilka lat później Jonathan Powell, w 2006 współpracownik premiera Tony’ego Blaira, przyznał, że zarzuty strony rosyjskiej były oparte na faktach.
W 2007 doszło do wojny domowej tajnych służb. Koalicja mniejszych agencji, na czele z antynarkotykową, podniosła bunt przeciwko dominacji FSB. Obie strony nie przebierały w tzw. kompromatach, czyli kompromitujących informacjach. Dmitrij Miedwiediew ograniczył się jednak do zdymisjonowania zastępcy dyrektora Wiaczesława Uszakowa, któremu udowodniono miliardowe malwersacje.
Na początku lutego 2011 funkcjonariusze Służby Pogranicznej FSB na lotnisku w Moskwie nie wpuścili dziennikarza „The Guardian” Luke’a Hardinga za krytyczne wobec Rosji publikacje przy okazji publikacji WikiLeaks na temat wpływów służb specjalnych na życie codzienne w Rosji.
W 2012 w Estonii zatrzymano Aleksieja Dressena, który szpiegował na rzecz FSB. Zarówno Aleksiej Dressen, jak i inny szpieg Herman Simm, byli tzw. „śpiochami”, zwerbowanymi przez KGB przed odzyskaniem przez Estonię niepodległości, a aktywowanymi, gdy zrobili kariery i zdobyli dostęp do tajemnic.
W 2012 sąd w Moskwie skazał emerytowanego pułkownika FSB Walerija Michajłowa na 18 lat więzienia za szpiegostwo na rzecz USA. W tym samym roku pułkownik w stanie spoczynku Władimir Łazar, który sprzedał Amerykanom mapy stanowiące tajemnicę wojskową został skazany na 12 lat więzienia. Również w 2012 wyrok 13 lat więzienia otrzymał Władimir Niestieriec, inżynier z kosmodromu w Plesiecku. Według oskarżenia miał przekazywać CIA dane o próbach najnowszych strategicznych kompleksów rakietowych.
Tzw. wojna hybrydowa na Ukrainie wymusiła nowe formy działania, m.in. wojnę informacyjną i propagandę na forach internetowych pod nadzorem rosyjskich służb specjalnych, którą wykonuje m.in. Centrum Badań Internetowych w Moskwie. Według doniesień medialnych szeregowi pracownicy Centrum mogą zarobić ok. 700 USD miesięcznie, zaś menadżerowie nawet dwa razy więcej.
W grudniu 2014 FSB w telewizyjnym programie N-TV przedstawiła historię jednego ze swoich agentów, który przez 15 lat infiltrował estońskie służby. W filmie dokumentalnym „Nasz człowiek w Tallinie” Uno Puusepp opowiedział o swojej pracy w departamencie podsłuchów estońskiej służby bezpieczeństwa KaPo w okresie 1996–2011.

## Struktura FSB FR
- Departament Kontrwywiadu (ros. Служба контрразведки)
- Departament Antyterrorystyczny (ros. Аппарат Национального антитеррористического комитета)
- Departament Analiz, Prognoz i Planowania Strategicznego
- Departament ds. Personelu i Zarządzania
- Departament Wsparcia Operacyjnego
- Departament Kontrwywiadu Wojskowego
- Zarząd ds. Analizowania i Powstrzymywania Działań Grup Przestępczych
- Zarząd Śledczy
- Zarząd Operacyjno-Poszukiwawczy
- Zarząd ds. Środków Operacyjno-Technicznych
- Zarząd Bezpieczeństwa Wewnętrznego
- Zarząd Administracyjny
- Centrum Bezpieczeństwa Informacyjnego
- Centrum Specjalnego Przeznaczenia
  - Zarząd A (Alfa, ros. Альфа) – do uwalniania zakładników, zwalczania ugrupowań terrorystycznych
  - Zarząd W (Wympieł, ros. Вымпел) – wielozadaniowa formacja walki specjalnej; brał udział m.in. w: wojnie afgańskiej, ataku na rosyjski Biały Dom (październik 1993), I i II wojnie czeczeńskiej, pojmaniu czeczeńskiego komendanta polowego Salmana Radujewa (marzec 2000) i akcji odbicia zakładników w teatrze na Dubrowce (październik 2002)
- Akademia Federalnej Służby Bezpieczeństwa Rosji (ros. Академия Федеральной службы безопасности России)
- Służba Pograniczna FSB
  - Straż Przybrzeżna Służby Pogranicznej FSB

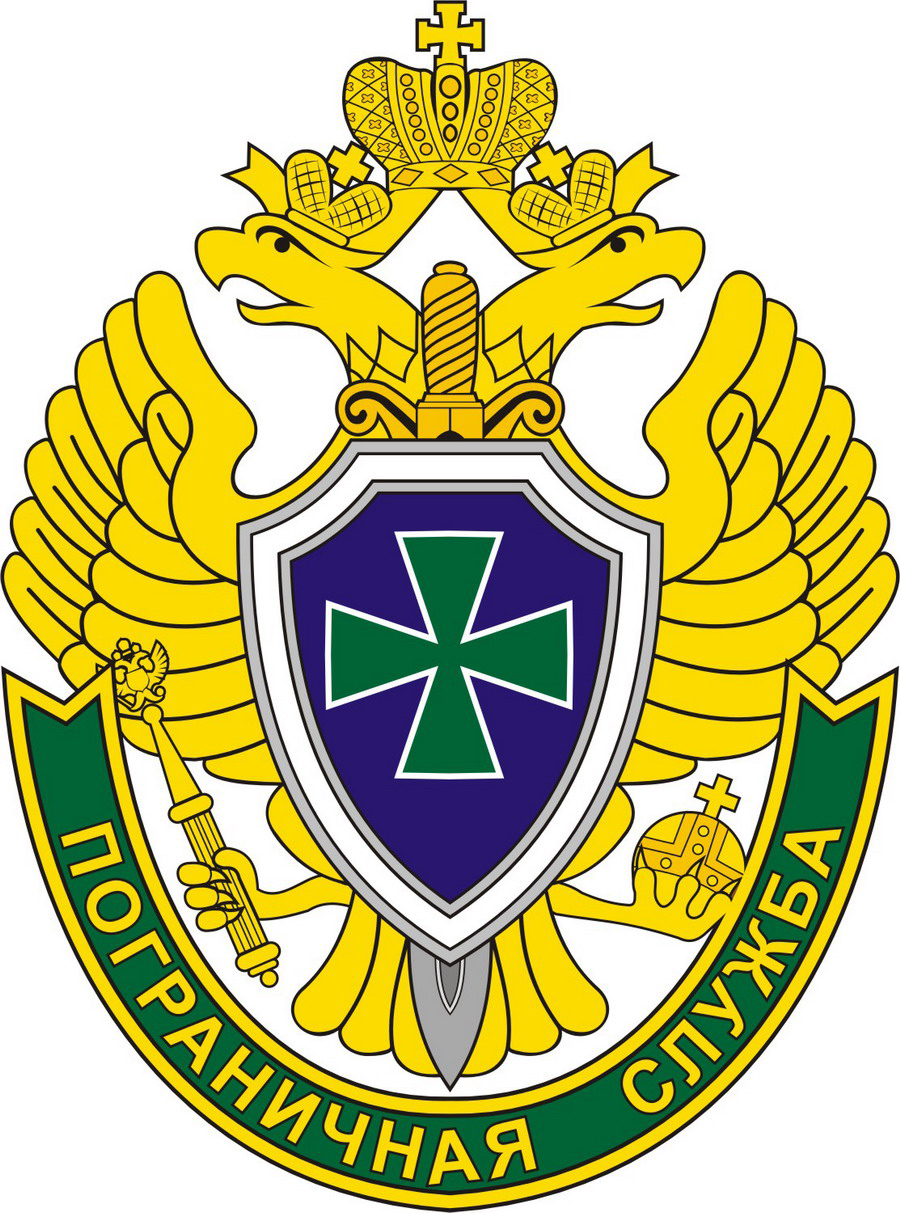
Służba Pograniczna FSB
Alfa
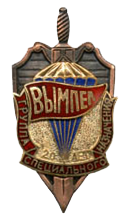
Wympieł

## Dyrektorzy FSB

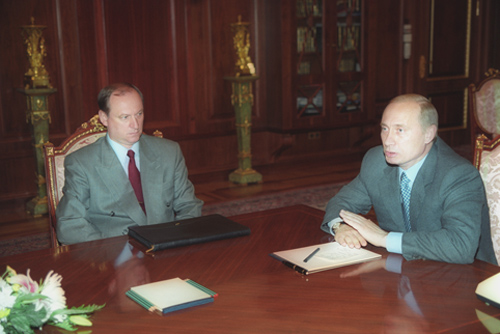
Władimir Putin i Nikołaj Patruszew (9 sierpnia 2000)

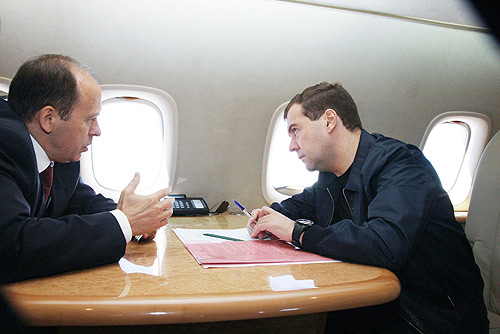
Dmitrij Miedwiediew i Aleksandr Bortnikow (czerwiec 2009)

| Imię i nazwisko     | Okres urzędowania                |
| ------------------- | -------------------------------- |
| Nikołaj Gołuszko    | 21 grudnia 1993 – 28 lutego 1994 |
| Siergiej Stiepaszyn | 28 lutego 1994 – lipiec 1995     |
| Michaił Barsukow    | 19 lipca 1995 – 20 czerwca 1996  |
| Nikołaj Kowalow     | Lipiec 1996 – lipiec 1998        |
| Władimir Putin      | 25 lipca 1998 – sierpień 1999    |
| Nikołaj Patruszew   | Sierpień 1999 – 12 maja 2008     |
| Aleksandr Bortnikow | Od 12 maja 2008                  |

## Zastępcy dyrektora FSB

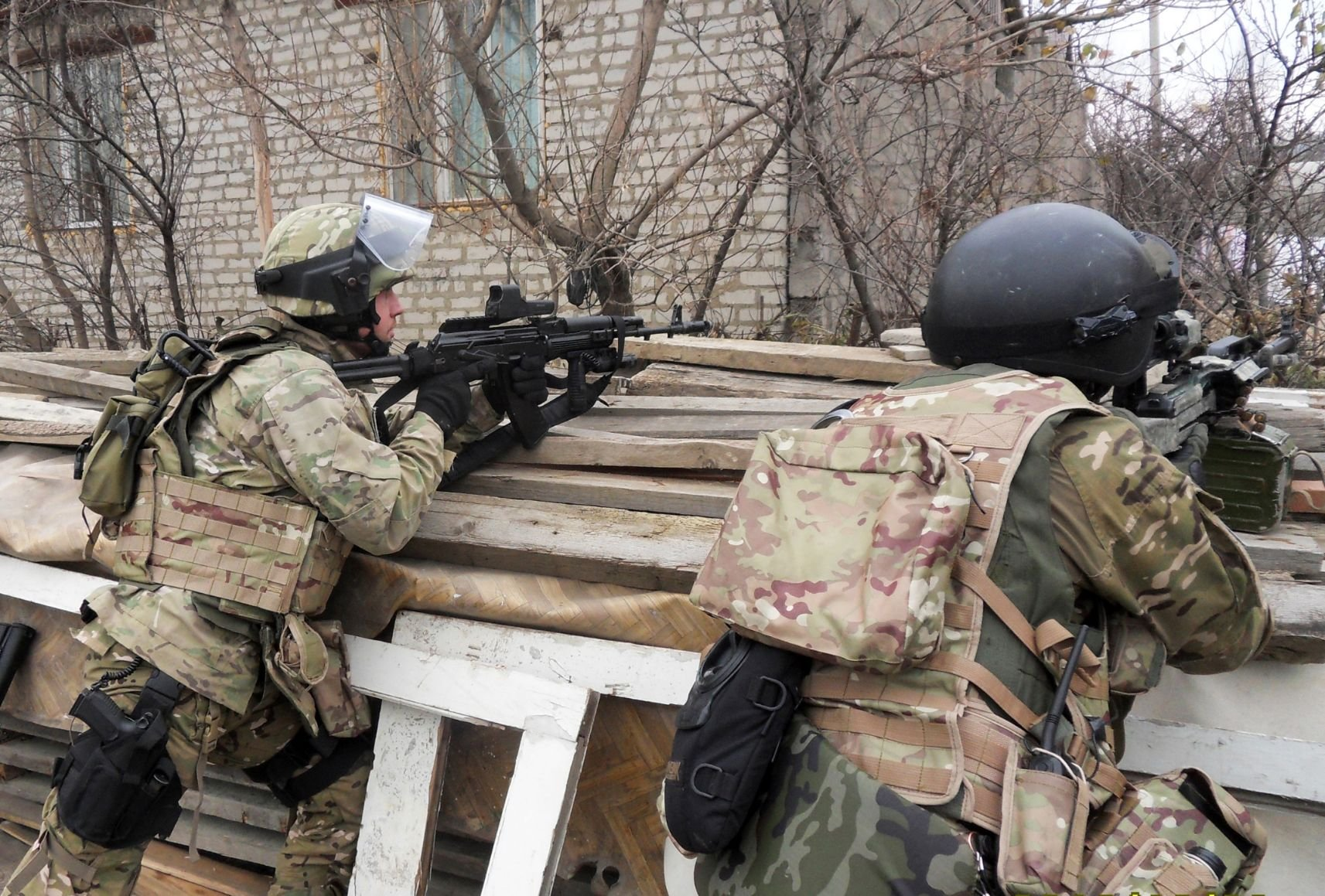
FSB podczas akcji specjalnej w Machaczkale (2010)

- Władimir Kuliszow ((ros.) Кулишов Владимир Григорьевич) – gen. płk, pierwszy zastępca kierujący Służbą Pograniczną FSB Rosji od marca 2013 (w organach bezpieczeństwa od sierpnia 1982);
- Siergiej Smirnow ((ros.) Смирнов Сергей Михайлович) – gen. armii, pierwszy zastępca od czerwca 2003 (w organach bezpieczeństwa od września 1974);
- Jurij Gorbunow ((ros.) Горбунов Юрий Сергеевич) – gen. płk sprawiedliwości, sekretarz stanu – zastępca Dyrektora FSB od grudnia 2005 (w organach bezpieczeństwa od września 1977);
- Aleksandr Kupriażkin ((ros.) Купряжкин Александр Николаевич) – gen. płk, zastępca Dyrektora FSB od lipca 2011 (w organach bezpieczeństwa od sierpnia 1983);
- Jewgienij Sysojew ((ros.) Сысоев Евгений Сергеевич) – gen. płk, zastępca Dyrektora FSB kierujący aparatem Narodowego Komitetu Antyterrorystycznego od marca 2013 (w organach bezpieczeństwa od lutego 1983)[11].
- Siergiej Korolow -  gen., zastępca Dyrektora FSB od lutego 2021[12]

## Byli zastępcy dyrektora FSB
- Władimir Buławin
- gen. Wiktor Iwanow
- Anatolij Jeżkow
- gen. armii Raszyd Nurgalijew
- gen. armii Władimir Proniczew
- Władimir Tichonow
- Władimir Tomarowski
- German Ugriumow
- Wiaczesław Uszakow
- gen. Jurij Zaostrowcew

## Inni członkowie
- Wiaczesław Pilikow

## Doroczne rozszerzone kolegia FSB
W grudniu 2007 szef FSB Nikołaj Patruszew poinformował, że w tymże roku położono kres działalności 22 szpiegów (kadrowych funkcjonariuszy) i 71 agentów obcych służb specjalnych.
W lutym 2012 na dorocznym rozszerzonym kolegium FSB prezydent Dmitrij Miedwiediew powiedział, że wskutek pracy kontrwywiadowczej FSB w 2012 przerwano działalność 41 kadrowych funkcjonariuszy oraz zdemaskowano 158 agentów służb specjalnych innych państw, w tym 26 obywateli Federacji Rosyjskiej.
W lutym 2014 na kolejnym rozszerzonym kolegium FSB prezydent Władimir Putin stwierdził, że w 2013 kontrwywiadowi tej służby udało się przerwać działalność 46 kadrowych funkcjonariuszy i zdemaskować 258 tajnych agentów obcych wywiadów. Postawił też przed FSB zadanie, by nie dopuściła do przeniknięcia do struktur władzy na zaanektowanym Krymie radykałów, ekstremistów i osób z kryminalną przeszłością.
W marcu 2015 na ostatnim rozszerzonym kolegium FSB Putin stwierdził, że w 2014 kontrwywiadowi tej służby udało się zdemaskować jeszcze więcej, bo 52 kadrowych funkcjonariuszy i 290 tajnych agentów obcych wywiadów oraz przypomniał służbom o konieczności obrony interesów rosyjskich firm za granicą.

## Kontrowersje
W 2001 w Nowym Jorku Jurij Felsztinski opublikował książkę pt. Wysadzić Rosję (we współautorstwie z byłym wysokim oficerem FSB Aleksandrem Litwinienką), w której stwierdził, że wybuch I, a w szczególności II wojny czeczeńskiej, były sprowokowane przez FSB, która miała przygotować i przeprowadzić w 1999 zamachy bombowe na budynki mieszkalne w Bujnaksku w Dagestanie oraz w Moskwie i Wołgodońsku, prowokując tym samym wybuch nowej wojny czeczeńskiej, co miało na celu zwiększenie popularności Władimira Putina w zbliżających się wyborach prezydenckich. Stwierdzenia dowodowe tej książki nie zostały do tej pory potwierdzone przez inne źródła lub postępowania śledcze czy sądowe, a FSB wszystkiemu zaprzecza. Książka została zakazana na terenie Federacji Rosyjskiej.
We wrześniu 2014 FSB nie pozwoliła działaczom i obrońcom praw mniejszości narodowych w Rosji wyjechać do Nowego Jorku na konferencję ONZ, na której mieli oni przedstawić problemy swoich społeczności.

## Medale

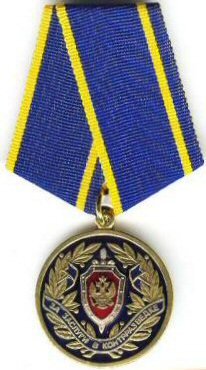
Medal FSB za zasługi w kontrwywiadzie
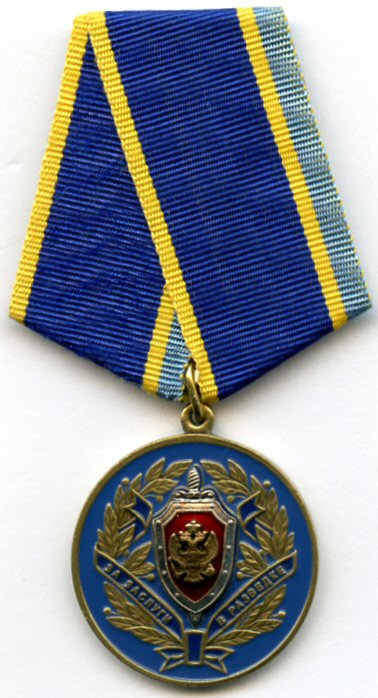
Medal FSB za zasługi w operacjach specjalnych
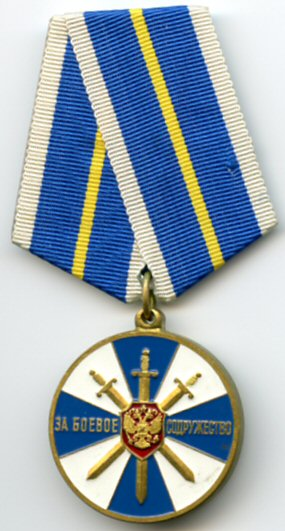
Medal FSB za zasługi w umacnianiu braterstwa wojskowego
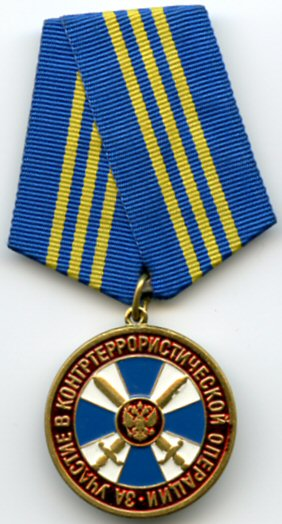
Medal FSB za udział w operacjach antyterrorystycznych

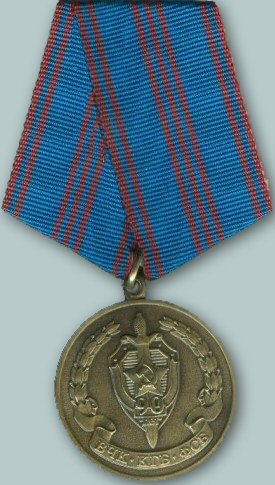
Medal okolicznościowy 90 lat WCzK-KGB-FSB
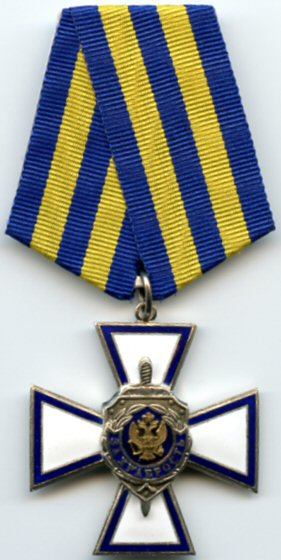
Krzyż FSB za waleczność

## Filmy i seriale, w których głównym wątkiem było FSB
- Bierezowski (2012), dokumentalny produkcji rosyjskiej
- Bunt. Sprawa Litwinienki (2007), dokumentalny produkcji rosyjsko-brytyjskiej, reż. Andriej Nekrasov
- Odliczanie (2004), sensacyjny produkcji rosyjskiej, reż. Jewgienij Lawrientiew
- System Putina (2007), dokumentalny produkcji francuskiej, reż. Jean-Michel Carré
- Niewypowiedziana wojna (2022), serial produkcji brytyjskiej, reż. Peter Kosminsky[17]

## FSB w sztuce współczesnej
W 2010 rosyjska grupa artystyczna „Wojna” przeprowadziła akcję artystyczną pod tytułem Chuj w niewoli FSB, za którą w 2011 została laureatem ogólnorosyjskiego konkursu z dziedziny sztuki współczesnej „Innowacja”.